# 熊幼翎
熊幼翎，江南大学教授。入选中华人民共和国教育部第七批"长江学者"特聘教授，曾获得瑞典皇家农林科学院Bertebos 奖。曾就读于江南大学（原无锡轻工业学院）、俄勒冈州立大学、华盛顿州立大学。